# Удальцов, Сергей Станиславович
Серге́й Станисла́вович Удальцо́в (род. 16 февраля 1977, Москва, РСФСР, СССР) — российский левый политический деятель, лидер движения «Авангард красной молодёжи» (АКМ), координатор «Левого фронта», координатор Совета инициативных групп Москвы и общественного «Московского совета». Один из лидеров протестного движения в России 2011—2013 годов.

## Биография

### Биография родственников
Сергей Удальцов родился 16 февраля 1977 года в Москве в семье советских учёных и государственных служащих. Прадед политика — Иван Дмитриевич Удальцов — происходил из дворянства, но в 20-летнем возрасте в 1905 году вступил в Российскую социал-демократическую рабочую партию большевиков, после Гражданской войны был деканом факультета общественных наук Московского государственного университета, в 1928—1930 годах на посту ректора занимался реорганизацией МГУ, позднее в 1944 году стал первым директором Московского государственного института международных отношений. В 1962 году в его честь была названа улица на территории современного Западного административного округа Москвы. Дед политика Иван Иванович Удальцов в 1962—1965 годах замещал заведующего Идеологическим отделом ЦК КПСС, в 1965—1970 годах был советником-посланником советского посольства в Чехословакии, в 1970—1976 годах возглавлял агентство печати «Новости» и закончил государственную службу в качестве посла СССР в Греции. По его стопам пошёл дядя политика Александр Иванович Удальцов, служивший послом России в Латвии в 1996—2001 годах, Словакии в 2005—2010 годах и Литве в 2013—2020 годах. Мать Удальцова, Маргарита Ивановна, вышла замуж за историка Станислава Васильевича Тютюкина, специализировавшегося на истории революционного движения в России. При рождении сына родители решили дать ему фамилию Удальцов. Таким образом, Сергей Удальцов никогда не носил фамилию своего отца, а значит, не мог от неё отказаться, как об этом писали некоторые СМИ.

### Ранние годы
По словам Удальцова, несмотря на происхождение, его родители жили как среднестатистические советские граждане. Будущий политик жил в панельном доме в районе станции метро «Коломенская», после школы поступил на юридический факультет Московской государственной академии водного транспорта. Удальцов рассказывал, что его семья не придерживалась ортодоксальных марксистско-ленинских взглядов, а его увлечение идеологией сталинизма началось в перестроечные годы на фоне всесторонней критики Сталина. В интервью он упоминал, что подрабатывал с первого курса, занимаясь случайными работами — например, доставкой газет или торговлей косметикой. После окончания института в 1999 году Удальцов некоторое время работал юристом в общественно-политической газете «Гласность», которую издавал Союз коммунистических партий — Коммунистическая партия Советского Союза.

### Трудовая Россия
В студенческие годы Удальцов заинтересовался политикой и в 1997 году присоединился к общественно-политическому движению «Трудовая Россия», которое возглавлял Виктор Анпилов. Первой акцией Удальцова в рядах «Трудовой России» стал «Поход на Москву», который Анпилов организовал под впечатлением от шествий бразильской оппозиции на столичный город Бразилиа. По свидетельству Удальцова, он шёл в колонне численностью около тысячи человек, следовавшей из Тулы. «Поход на Москву» длился неделю с регулярными остановками на привал и агитацию. После того как несколько колонн из разных городов сошлись в Москве, в районе станции метро «Пражская» шествие было остановлено силами ОМОНа и поливальными машинами.
В декабре 1999 года Удальцов принял участие в выборах в Государственную думу III созыва в качестве последнего 18-го номера списка избирательного блока «Сталинский блок: Трудовая Россия — Офицеры — за СССР», созданного Анпиловым, главой «Союза офицеров» Станиславом Тереховым и лидером Национал-большевистской партии Эдуардом Лимоновым. В первую тройку списка объединения вошли Анпилов и внук Иосифа Сталина Евгений Джугашвили, а предвыборная программа «Сталинского блока» включала упразднение поста президента России, восстановление СССР, отмену итогов приватизации начала 1990-х годов и преследование причастных к ней, национализацию банков и введение монополии внешней торговли. Блок провалился на выборах, набрав 0,63 % голосов и не проведя ни одного человека в Госдуму. В начале 2000-х годов Удальцов оставался активным членом движения и в 2002—2003 годах входил в центральный комитет и московский городской комитет партии «Коммунисты трудовой России».

### Авангард красной молодёжи, СКП-КПСС
«Взгляды мои нисколько не менялись, со времён создания АКМ в 1998-м году я за власть трудового народа, за национализацию крупных средств производства, банков и богатств недр, включая их добычу» (Удальцов, 2017 год).
В 1998 году Удальцов создал под крылом «Трудовой России» молодёжную политическую организацию «Авангард красной молодёжи» (сокращённо, АКМ). По его признанию, поначалу АКМ в идеологическом плане был красно-коричневой (коммунофашистской) организацией, выступавшей с позиций реваншизма и апологетики сталинского периода. Эмблемой организации был выбран автомат Калашникова, наиболее яркий девиз звучал как «Социализм или смерть!». Члены АКМ занимались протестами на мероприятиях либеральных политиков, пикетировали посольства «буржуазных стран», митинговали против точечной застройки, за права трудящихся и жителей общежитий, участвовали в первомайских демонстрациях и инициированном Удальцовым в 2001 году ежегодном марше «Антикапитализм». Помимо мирных пикетов, организация обращалась с радикальным методам высказывания. В 2001 году член центрального штаба АКМ Александр Шалимов был приговорён к 2 годам лишения свободы за то, что бросил бутылку с зажигательной смесью в офис Церкви саентологии. В 2003 году активист Игорь Фёдорович совершил попытку взрыва у здания Мосгортранса в знак протеста против повышения цен на проезд.
Осенью 2003 года в движении произошёл раскол, в результате которого часть активистов выразила лояльность Удальцову, а часть — активистке «Трудовой России» Марии Донченко. В 2004 году разногласия между Удальцовым и Анпиловым переросли в конфликт. Политик вышел из «Трудовой России» и присоединился к возглавляемой бывшим секретарём ЦК КПСС Олегом Шениным СКП-КПСС, провозгласившей себя преемником Коммунистической партии Советского Союза. Вслед за ним к КПСС присоединились и верные ему члены АКМ, и некоторое время параллельно существовали АКМ КПСС и АКМ «Трудовой России» под руководством Донченко. В середине 2000-х годов АКМ был одной из самых многочисленных радикальных молодёжных организаций. Удальцов участвовал в ряде заметных акций того времени: попытке захвата кабинета министра образования Андрея Фурсенко (задуманная по аналогии с акцией нацболов, захвативших кабинет министра здравоохранения акция пошла не по плану, активисты АКМ не нашли нужный кабинет и раскидали листовки с требованием повышения стипендий в коридоре), перекрытии движения по Ильинке живой цепью в знак протеста против монетизации льгот, вывешивании антипутинского транспаранта на Колокольне Ивана Великого на Соборной площади Московского Кремля. В КПСС Удальцов вошёл в центральный комитет и впоследствии неудачно участвовал в выборах в Московскую городскую думу IV созыва по списку московского городского отделения КПРФ. На пленуме ЦК КПСС в октябре 2006 года Удальцов предложил объединить АКМ и КПСС с переименованием общей организации в Единую коммунистическую партию, Всесоюзную коммунистическую партию или Большевистскую партию, мотивируя это невосприимчивости молодёжи к бренду КПСС, но предложение было отвергнуто. В итоге в 2007 году Удальцов и его сторонники покинули ряды КПСС.

### Левый фронт
С 2004 года АКМ Удальцова сотрудничал с бывшим сотрудником аппарата КПРФ, депутатом Государственной думы от «Справедливой России» Ильёй Пономарёвым, возглавлявшим альянс леворадикальных организаций «Молодёжный левый фронт». Стремясь состояться вне молодёжной политики, Удальцов выступил одним из инициаторов создания «Левого фронта» — объединения разрозненных политических движений левого толка с перспективой создания новой левой партии. В ходе формирования к «Левому фронту» присоединились члены АКМ, «Трудовой России», Российского коммунистического союза молодёжи, РКП-КПСС и ряда других организаций. На учредительном съезде в октябре 2008 года он был избран в совет и исполнительный комитет «Левого фронта» и стал координатором его организационного отдела. Помимо него в руководство «Левого фронта» вошли Пономарёв, лидер РКП-КПСС Алексей Пригарин, директор института «Коллективное действие» и жена депутата Государственной думы Олега Шеина Карин Клеман и руководитель Исламского комитета России Гейдар Джемаль. Программа «Левого фронта» предполагала реформы, направленные на достижение социализма: переход от добровольного тайного голосования к обязательному открытому, сокращение полномочий президента с последующим упразднением должности, национализацию природных ресурсов, банков и других финансовых институтов, ликвидацию частной собственности на землю и упразднение банковской тайны.
Несмотря на идеологические расхождения, во второй половине 2000-х годов Удальцов оказался вовлечён в работу ряда широких оппозиционных объединений и коалиций, включавших участников и националистических, и либеральных взглядов. В 2006—2007 годах года Удальцов и АКМ сотрудничали с коалицией «Другая Россия» и принимали участие в организованных ею Маршах несогласных. Пути Удальцова и «Другой России» разошлись осенью 2007 года, когда федеральный съезд коалиции решил выдвинуть единого кандидата на президентских выборах 2008 года. Удальцов назвал вероятных кандидатов Гарри Каспарова и Михаила Касьянова полукомическими персонажами и счёл, что «Другая Россия» имеет недостаточно широкое представительство оппозиционных сил и не сможет выбрать сильного консенсусного кандидата.

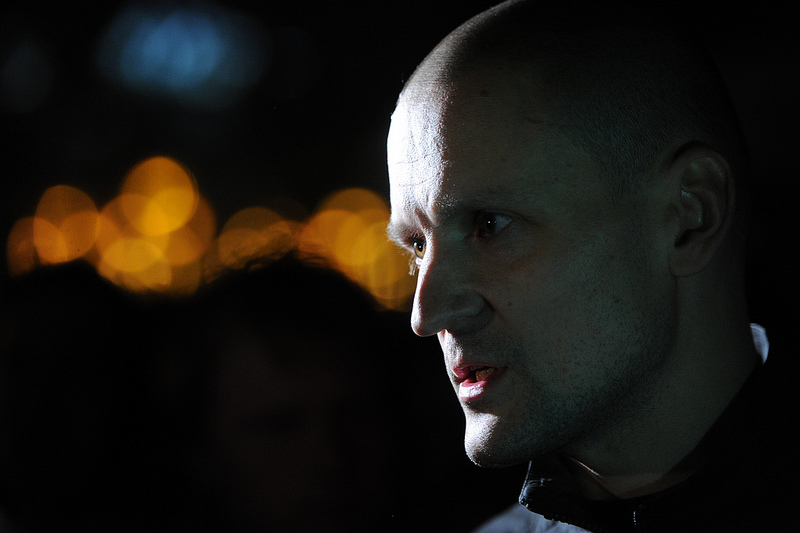
Сергей Удальцов

В 2007 году Удальцов стал одним из учредителей и координаторов Совета инициативных групп Москвы, объединившего представителей более 100 жилищных, градостроительных, экологических и социальных общественных и политических организаций Москвы. Позднее в 2009 году Совет инициативных групп был преобразован в движение «Московский совет» (Моссовет), выдвинувшее ряд политических требований, включая возвращение выборов руководителей глав субъектов России и отставку Юрия Лужкова с поста мэра Москвы.
В мае 2008 года Удальцов стал депутатом учреждённой «Другой Россией» Национальной Ассамблеи Российской Федерации от АКМ, вошёл в политбюро объединения и руководил комитетом по взаимодействию с группами социального протеста. Также в 2008 году Удальцов вошёл в рабочую группу Союза координационных советов, включавшего представителей внесистемных левых сил: АКМ, Российского коммунистического союза молодёжи, Российской коммунистической партии в составе КПСС, «Трудовой России», «Ассоциации марксистских организаций» и Исламского комитета.
В ноябре 2009 года Удальцов выступил соинициатором создания «Российского объединённого трудового фронта» (также «РОТ фронт» или «Трудовой фронт»), призванного представить левые силы на будущих парламентских выборах. Наряду с «Левым фронтом» в партию решили войти Российская партия коммунистов, профсоюзы авиадиспетчеров и работников автомобильной промышленности и профсоюз работников завода «Форд». В феврале 2010 года на учредительном съезде Удальцов был избран в центральный комитет и политический совет «Трудового фронта», в июле партия подала заявку в Министерство юстиции. Партии отказали в регистрации в июле и ещё пять раз в течение 2010—2011 годов. В мае 2011 года в ответ на создание Общероссийского народного фронта «Трудовой фронт», «Левый фронт», «Другая Россия» и объединение «Родина: здравый смысл» Михаила Делягина сформировали Комитет национального спасения, призванный противодействовать проведению безальтернативных выборов.

### Протесты 2011—2013 годов

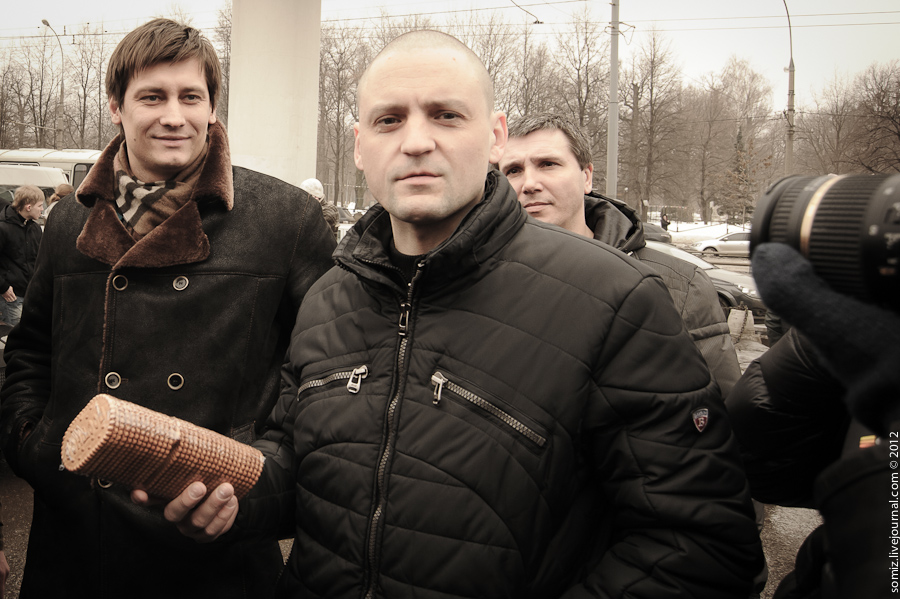
Сергей Удальцов и Дмитрий Гудков, 18 марта 2012 года

Широкую известность Удальцову принесло участие в протестном движении, которое сформировалось после выборов в Государственную думу VI созыва и одним из лидеров которого он был. Супруга Удальцова Анастасия была одним из заявителей митинга на Болотной площади 10 декабря 2011 года, но сам политик в это время находился под стражей и объявил голодовку в знак протеста против многочисленных административных арестов. Тогда же Удальцов познакомился с адвокатом Виолеттой Волковой, которая впоследствии неоднократно выступала его защитником в различных процессах.
В январе 2012 года Удальцов, несмотря на идеологические разногласия, подписал соглашение о сотрудничестве между «Левым фронтом» и КПРФ на мартовских выборах президента России на условии выполнения политических требований уличного протеста, за что был раскритикован своими соратниками. В феврале Удальцов был зарегистрирован доверенным лицом кандидата в президенты Геннадия Зюганова и выступал в поддержку Зюганова на телевидении, однако победу Зюганов не одержал. В октябре 2012 года Удальцов принял участие в выборах в Координационный совет российской оппозиции и занял 20-е место по числу голосов среди 45 избранных делегатов.

## Задержания и аресты
По данным на 2013 год Удальцов более 100 раз подвергался задержаниям на митингах и демонстрациях. В последний раз Сергей Удальцов был задержан 14 августа 2018 года по ч. 8 ст. 20.2 КоАП РФ на 30 суток за повторное нарушении правил проведения массовых мероприятий, а именно за акцию перед началом согласованного митинга 28 июля на проспекте Сахарова.

### Нападение на Анну Позднякову
21 апреля 2012 года во время митинга в Ульяновске, на котором Удальцов присутствовал вместе с Зюгановым, произошёл инцидент с участием внештатного корреспондента «Дорожного радио», активистки «Молодой гвардии Единой России» Анной Поздняковой. По заявлению девушки, во время митинга она обратилась к Удальцову с вопросами по поводу голодовки «эсера» Олега Шеина, но после короткого разговора политик ударил её, что привело к закрытой черепно-мозговой травме. Удальцов утверждал, что лишь закрыл объектив рукой, а обвинения являются провокацией. Полиция отклонила заявление о ложном доносе и возбудила дело по части 1 статьи 116 УК РФ «Побои». Суд рассмотрел предоставленное стороной обвинения видео, материалы медосмотра и свидетельские показания, но отказал в приобщении к делу ряда материалов, подтверждающих доводы защиты. В июне суд приговорил Удальцова к 240 часам обязательных работ, которые позднее были заменены на 35 тысяч рублей штрафа. Удальцов не признал себя виновным. В ноябре после кассации, которая оставила приговор в силе, политик жаловался журналистам «Известий», что не имеет средств для выплаты штрафа, и сообщил о планах провести сбор средств среди граждан.

### Дело Удальцова, Развозжаева и Лебедева

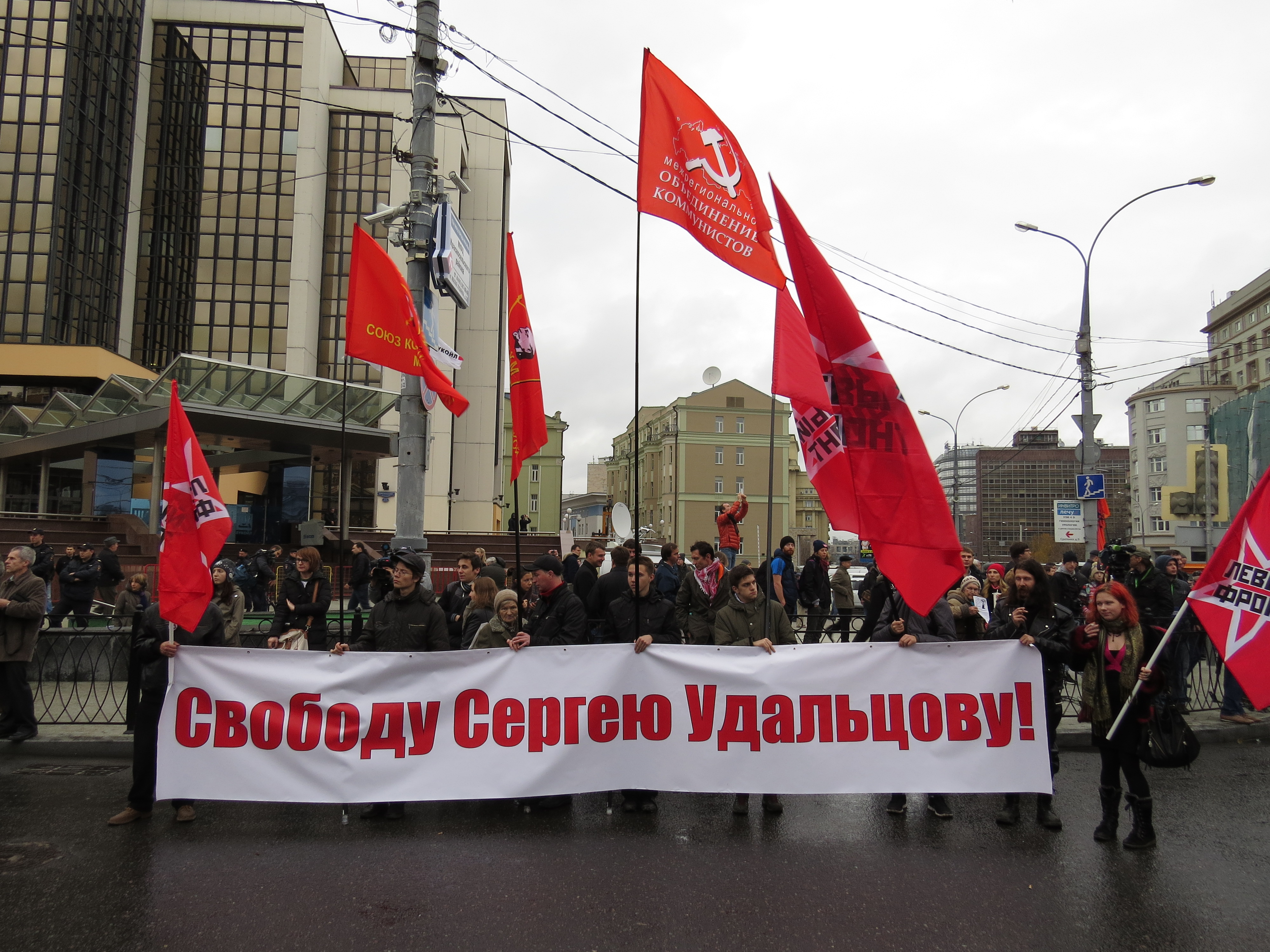
Плакат на шествии в поддержку политзаключённых 27 октября 2013 г.

5 октября 2012 года в эфире телеканала НТВ был представлен документальный фильм «Анатомия протеста — 2», главным героем которого стал Удальцов. Часть фильма была посвящена встрече Удальцова и его помощников Константина Лебедева и Леонида Развозжаева с главой парламента по обороне и безопасности Грузии Гиви Таргамадзе (по характеристике, данной журналистами НТВ, «конструктором цветных революций»), консулом Грузии в Республики Молдова Михаилом Иашвили и их помощниками. Материалы съёмки скрытой камерой свидетельствовали, что участники встречи обсуждали финансирование протестного движения из-за рубежа, подготовку массовых беспорядков и насильственной смены власти. Следственный комитет инициировал проверку, в рамках которой Удальцов дал показания на допросе 11 октября, 17 октября в отношении него было возбуждено уголовное дело по обвинению в подготовке массовых беспорядков. По материалам дела, рассмотренным Басманным судом города Москвы 18 октября, Удальцов, Лебедев и Развозжаев планировали осенью 2012 года организовать массовые беспорядки с участием 35 тысяч человек, для чего организовали сеть тренировочных лагерей по стране. По информации следствия, активисты «Левого фронта» планировали начать захват власти в Калининграде и планировали привлечь около 20 миллионов рублей из различных источников. Материалы дела почти полностью повторяли сведения, изложенные в фильме «Анатомия протеста — 2».
26 октября политику были предъявлены обвинения и выбрана мера пресечения в виде подписки о невыезде. 9 февраля 2013 года Басманный районный суд изменил меру пресечения на домашний арест. Суд несколько раз продлевал арест: 1 апреля домашний арест был продлён до 6 августа, затем 1 августа увеличен до 6 октября, после 2 октября суд продлил арест до 6 февраля 2014 года, таким образом увеличив его до 1 года Попытка оспорить это решение в Мосгорсуде не увенчалась успехом.
19 июня 2013 Сергей Удальцов и Леонид Развозжаев были доставлены в Следственный комитет, где им были предъявлены окончательные обвинения. Удальцову вменялась организация массовых беспорядков на Болотной площади 6 мая 2012 года, а также попытки организовать массовые беспорядки по всей России. 15 ноября СКР сообщил, что Удальцов закончил ознакомление с материалами уголовного дела, после чего его адвокаты выступили с требованием прекратить данное уголовное дело, но им было отказано. В конце ноября по завершении расследования уголовное дело было направлено в Генпрокуратуру для утверждения обвинения и передачи дела в суд. 4 декабря стало известно, что заместитель генерального прокурора России Виктор Гринь утвердил обвинительное заключение по делу Удальцова и Развозжаева, после чего оно было направлено в Мосгорсуд.
26 декабря состоялось первое заседание суда по данному делу, однако суд принял решение вернуть его в прокуратуру. Прокуроры обжаловали данное решение, но затем жалобу отозвали.

#### Выборы мэра Москвы в 2013 году
Находясь под домашним арестом, в июне 2013 года Удальцов объявил о планах участия в запланированных на сентябрь выборах мэра Москвы и опубликовал в социальных сетях и блоге на сайте «Эха Москвы» тезисы своей политической программы. В начале июля находившийся под домашним арестом политик попытался подать документы для регистрации в качестве кандидата через доверенных лиц, но Мосизбирком потребовал личного присутствия Удальцова. За изменением условий ареста Удальцов обратился в Следственный комитет и Басманный районный суд города Москвы, но судья направлял его к следователям, а следователи — к судье. Адвокатам Удальцова удалось убедить Мосизбирком принять документы только за день до окончания сбора подписей граждан и муниципальных депутатов в поддержку выдвижения. Удальцов назвал эту ситуацию вопиющей и призвал Алексея Навального, Ивана Мельникова, Николая Левичева и Сергея Митрохина снять свои кандидатуры в знак протеста. В сентябре за 4 дня до выборов «Левый фронт» Удальцова выступил в поддержку кандидата от КПРФ — Ивана Мельникова.

#### Приговор и лишение свободы
9 июля 2014 года Удальцов выступил в суде с последним словом, где заявил о недоказанности своей вины и о том, что массовых беспорядков 6 мая 2012 года не было. 24 июля 2014 года Мосгорсуд признал Сергея Удальцова виновным в организации массовых беспорядков и приговорил к 4,5 годам лишения свободы. Удальцов был взят под стражу в зале суда. Сразу после этого оппозиционер, которого отправили в СИЗО-1 («Матросская тишина»), в знак протеста против приговора объявил «бессрочную» голодовку, которую прекратил через 26 дней. Срок заключения отсчитывается с 9 февраля 2013 года, когда Удальцов был помещён под домашний арест, и истёк 8 августа 2017 года.
1 сентября 2014 года правозащитная организация «Мемориал» признала Удальцова политическим заключённым.
20 мая 2015 года Сергея Удальцова этапировали из следственного изолятора «Матросская тишина» в Исправительную колонию № 3 УФСИН России по Тамбовской области. 29 марта 2016 года Рассказовским районным судом Тамбовской области было отклонено ходатайство об условно-досрочном освобождении Сергея Удальцова, так как за время пребывания в колонии на него неоднократно были наложены дисциплинарные взыскания, в том числе — в виде водворения в ШИЗО. Эти обстоятельства, по мнению суда, свидетельствовали о недостаточной степени исправления Удальцова.
8 августа 2017 года Сергей Удальцов вышел на свободу из ИК-3, полностью отбыв назначенный ему судом срок лишения свободы.

#### После освобождения

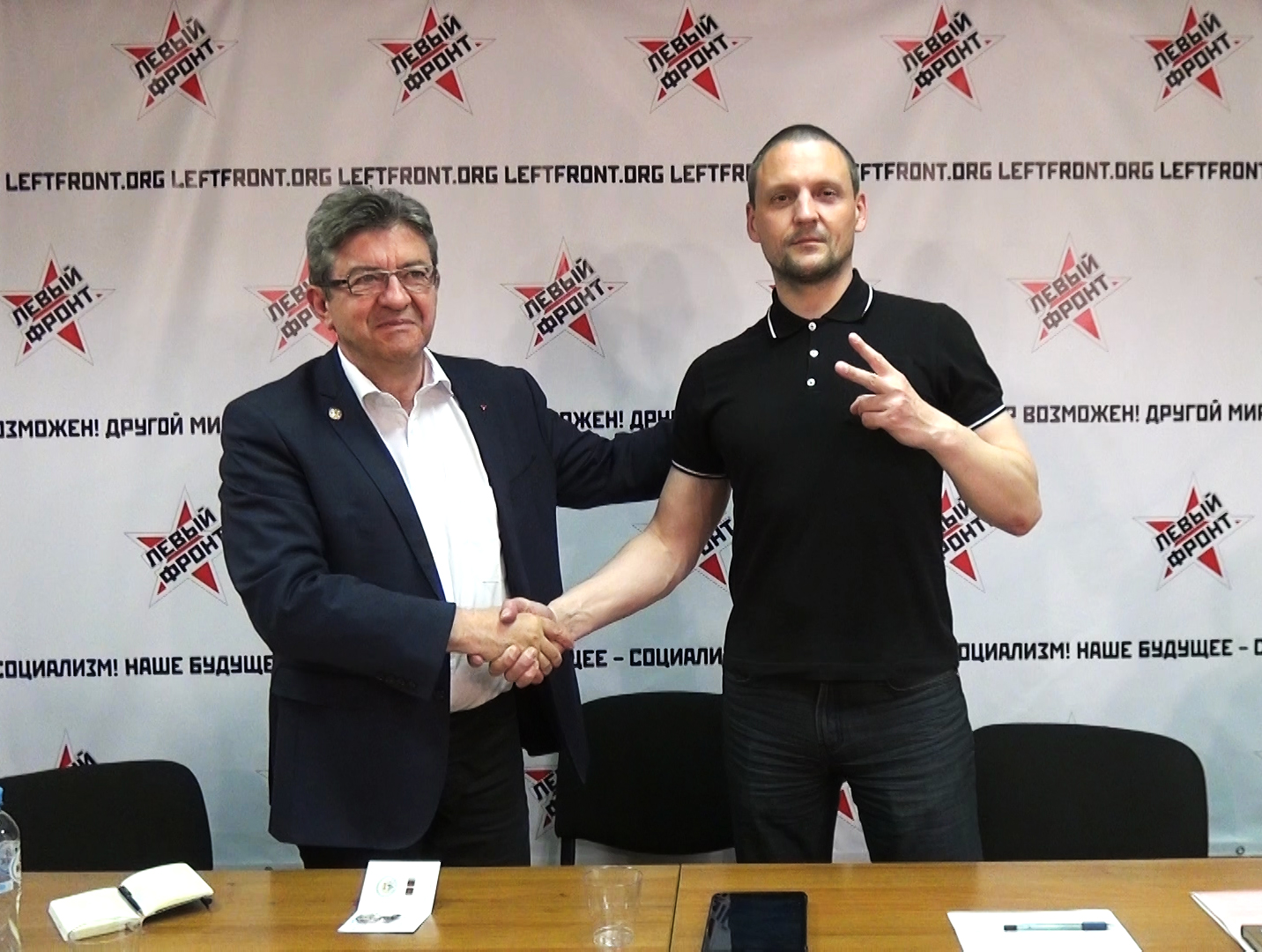
С Жан-Люком Меланшоном

И мы — сторонники патриотического курса. Я критикую власть, но в этом плане я с ней солидарен. К сожалению, и Алексей, и Илья Яшин, и многие другие, кого вы назвали [в контексте координационного совета оппозиции], заняли для меня неприемлемую позицию национал-предательства, поэтому, конечно, я не хочу сегодня с ними стоять через запятую. Они предали свою родину.
На пресс-конференции, которую Удальцов дал 10 августа 2017 года после своего освобождения, политик заявил о планах объединить «левых» вокруг единого кандидата в президентской гонке (в качестве возможных кандидатов Удальцов назвал советника президента по вопросам региональной экономической интеграции Сергея Глазьева и писателя Захара Прилепина), раскритиковал Алексея Навального и других бывших соратников по оппозиционному движению и выразил готовность продолжить критику Путина за то, что последний не использовал патриотический подъём граждан после аннексии Крыма в целях выстраивания в России суверенной экономики и смены курса развития страны на социалистический. На этой пресс-конференции Удальцов высказался за создание единой коалиции российских левых и патриотических сил, в том числе — с участием КПРФ и «Справедливой России».
На президентских выборах 2018 года поддержал кандидатуру Павла Грудинина, выдвинутого от КПРФ, являлся доверенным лицом кандидата.
В ноябре 2019 года ЕСПЧ признал, что российские власти нарушили права Сергея Удальцова и Леонида Развозжаева, и постановил, что Россия и Украина обязаны выплатить Развозжаеву 11000 и 4000 евро, а Удальцову — 9000 евро компенсации. Суд отказал им в признании их преследования политически мотивированным, в то же время отметив нарушений ряда прав: необоснованное задержание, удалёность отбывания наказания, право на свободу собрания и право на собственность.
Поддержал военное вторжение в Украину (с оговорками), закон об «иноагентах» (за ужесточающие поправки в который проголосовала его жена и депутат от КПРФ Анастасия Удальцова) и преследование «предателей».
11 января 2024 года задержан по делу об «оправдании терроризма» (ч. 2 ст. 205.2 УК РФ) из-за публикаций в социальных сетях в поддержку арестованных в 2020 году по делу о террористическом сообществе пятерых членов марксистского кружка из Уфы, на следующий день был отправлен в СИЗО до 15 февраля. 14 февраля арест продлили на три месяца — до 15 мая.

## Личная жизнь

### Доходы
После окончания юридического факультета Удальцов работал юристом в различных компаниях. В 2007 году политик на вопрос журналиста о месте работы ответил, что консультирует своих политических союзников и помогает им «решать различные проблемы». В 2017 году в интервью Владимиру Соловьёву адвокат политика Виолетта Волкова характеризовала Сергея Удальцова как «скромного и аскетичного человека» и отмечала, что наняла его в качестве своего помощника, чему способствовало его юридическое образование, полученное в МГАВТ.

### Хобби
Удальцов увлекается игрой в футбол и является поклонником рок-группы «Гражданская оборона» и её основателя Егора Летова. Вплоть до 2003 года Удальцов занимался организацией концертов «Гражданской обороны» в Москве и других городах страны.

### Семья
Был женат на бывшей участнице НБП Анастасии Удальцовой (урождённая Горбань, род. 1978), на которой женился в 2001 году, вскоре после знакомства. Удальцова работала вместе с супругом, в 2004—2008 годах была руководителем пресс-службы «Авангарда красной молодёжи», в 2008—2013 годах — пресс-службы «Левого фронта». По словам политика, она также помогала ему вести блог в «Живом Журнале». У пары двое сыновей — Иван (2002 г. р.) и Олег (2005 г. р.). Иван Сергеевич Удальцов стал призёром (2018) и победителем (2019) Заключительного этапа Всероссийской олимпиады школьников по литературе, двукратным победителем Международной олимпиады Союзного государства. Олег Сергеевич Удальцов также является победителем (2021) и призёром (2022) Заключительного этапа Всероссийской олимпиады школьников по литературе. В октябре 2023 года Удальцовой был подан иск о расторжении брака с супругом, в начале декабря суд удовлетворил ходатайство, решение вступило в силу 10 января 2024 года, накануне задержания Удальцова.

### Награды
Лауреат премии «Слово к народу» газеты «Советская Россия».

## Публицистика
В сентябре 2012 года Удальцов представил на Московской международной книжной выставке-ярмарке книгу «Путин. Взгляд с Болотной площади», в которой сосредоточился на вопросах, поднятых оппозицией во время акций протеста — «вертикали власти», коррупции, политическом беспределе, отсутствии свобод, состоянии хозяйства и культуры.
В начале 2013 года вышла вторая книга Удальцова «Путину — бой!», в которую вошли статьи за авторством политика, интервью и записи дебатов с его участием. В 2017 году была опубликована третья книга под названием «Катехизис протеста. За что мы боремся».
Книги Сергея Удальцова разошлись тиражом более 10 000 экземпляров
- Удальцов С. Путин. Взгляд с Болотной площади. — М.: Эксмо, 2012. — 224 с. — ISBN 978-5-4438-0109-4.
- Удальцов С. Путину — бой! — М.: Алгоритм, 2013. — 240 с. — ISBN 978-5-4438-0209-1.

## В культуре
- Удальцов — один из героев книги Валерия Панюшкина «12 несогласных» — сборника новелл о героях протестных акций, изданного в 2009 году. Помимо истории Удальцова, в книге представлены истории Гарри Каспарова, Виктора Шендеровича, Марии Гайдар, Ильи Яшина, Максима Громова, Андрея Илларионова, Марины Литвинович, Анатолия Ермолина, Виссариона Асеева и Натальи Морарь[61][62].
- «Срок» (режиссёры: Алексей Пивоваров, Павел Костомаров и Александр Расторгуев, производство: Россия), 2014 год.